# Festival narečnih popevk 2005
36. festival narečnih popevk je potekal v nedeljo, 11. septembra 2005, v veliki dvorani SNG Maribora. Vodila ga je Lara P. Jankovič. V tekmovalnem delu je nastopilo 16 izvajalcev, ki jih je spremljal Big Band RTV Slovenija pod dirigentskim vodstvom Lojzeta Krajnčana:
| #   | Izvajalec                   | Naslov pesmi                    | Avtor glasbe                 | Avtor besedila                  | Avtor aranžmaja  |
| --- | --------------------------- | ------------------------------- | ---------------------------- | ------------------------------- | ---------------- |
| 1.  | Halgato Band                | Ravnica                         | Milan Ostojić                | Feri Lainšček                   | Grega Forjanič   |
| 2.  | Strici                      | Snejg naraji naletavle          | Boris Rošker                 | Marko Kočar                     | Lojze Krajnčan   |
| 3.  | Prifarski muzikanti         | Moja dekl'ca                    | Milan Ferlež                 | Bernard Miklavc, Nuša Fujan     | Milan Ferlež     |
| 4.  | Folkrola                    | Vse se meja                     | Samo Javornik                | Samo Javornik                   | Lojze Krajnčan   |
| 5.  | Mili in Dolores             | Lipa domoča                     | Zdenko Kuzman, Tomi Valenko  | Zdenko Kuzman                   | Silvester Stingl |
| 6.  | Ciganska etno skupina Langa | Svejt ide k vragi, nej je resen | Mišo Kontrec                 | Mišo Kontrec                    | Mišo Kontrec     |
| 7.  | Dežur in Stari bas          | Igraj tamburica                 | Vojko Sfiligoj, Janez Doltar | Toni Gašperič                   | Grega Forjanič   |
| 8.  | Teja Saksida in Rudi Šantl  | Štajerska hopsadri polka        | Silvester Stingl             | Metka Ravnjak Jauk              | Silvester Stingl |
| 9.  | Drago Jošar                 | Mama ne đouči                   | Drago Jošar                  | Drago Horvat                    | Igor Lunder      |
| 10. | Tramontana                  | Cetoranska                      | Bojan Lavrič                 | Stanko Mihaljevič, Bojan Lavrič | Patrik Greblo    |
| 11. | Vera Trafella               | Zaka pa ne                      | Irena Vrčkovnik              | Irena Vrčkovnik                 | Lojze Krajnčan   |
| 12. | Ansambel Štrk               | Mišičjok                        | Damjan Marič                 | Marko Kočar                     | Damjan Marič     |
| 13. | Anita Zore in Trinitas      | Meli bi me čehi fsi             | Boris Rošker                 | Karmen Kodrič                   | Patrik Greblo    |
| 14. | Deja vu Band                | Pri'te na Štajersko             | Tomi Valenko                 | Marko Logar                     | Grega Forjanič   |
| 15. | Frajkinclari                | Štajerci smo ludi pravi         | Miran Waldhütter             | Dušan Waldhütter                | Marjan Golob     |
| 16. | Tomaž Domicelj              | Na vrhu                         | Tomaž Domicelj               | Tomaž Domicelj                  | Milko Lazar      |

### Nagrade
Najboljša pesem v celoti po izboru občinstva
- Moja dekl'ca (Milan Ferlež/Bernard Miklavc, Nuša Furjan/Milan Ferlež) – Prifarski muzikanti

Najboljša pesem v celoti po izboru strokovne žirije (Ivo Umek, Tomaž Habe, Irma Rauh, Djuro Penzeš, Urška Čop Šmajger)
- Ravnica (Milan Ostojić/Feri Lainšček/Grega Forjanič) − Halgato band

Nagrade za najboljša besedila (žirija za besedila: Zinka Zorko, Jelka Šprogar, Mojca Mavčec)
- 1. nagrada: Drago Horvat za Mama ne đouči (Drago Jošar)
- 2. nagrada: Bojan Lavrič in Stanko Mihaljevič za Cetoranska (Tramontana)
- 3. nagrada: Metka Ravnjak Jauk za Štajerska hopsadri polka (Teja Saksida & Rudi Šantl)